# 佛羅里達白足鼠屬
佛羅里達白足鼠屬（Podomys floridanus），哺乳綱、囓齒目、倉鼠科的一屬，而與佛羅里達白足鼠屬（佛羅里達白足鼠）同科的動物尚有尖趾鼠屬（尖趾鼠）、?稻鼠屬（簡稻鼠）、葉耳鼠屬（沙葉耳鼠）、里約稻鼠屬（里約稻鼠）等之數種哺乳動物。